# Linha 7 do Trem Metropolitano de São Paulo
A Linha 7-Rubi da CPTM compreende o trecho definido entre as estações Brás e Jundiaí Foi construída pela extinta São Paulo Railway, sendo inaugurada em 16 de fevereiro de 1867. É a linha de trens mais extensa da CPTM. Até março de 2008, denominava-se Linha A–Marrom.
É a única linha da CPTM que possui estações fora da Região Metropolitana de São Paulo (as estações Jundiaí, Várzea Paulista, Campo Limpo Paulista e Botujuru, que ficam na Região metropolitana de Jundiaí). O trecho da linha entre as cidades de Jundiaí e Rio Grande da Serra corresponde ao trecho ferroviário mais antigo do estado que ainda se encontra em operação, já que a linha pertencia à São Paulo Railway, posteriormente Estrada de Ferro Santos-Jundiaí, a primeira ferrovia do estado.

## Histórico

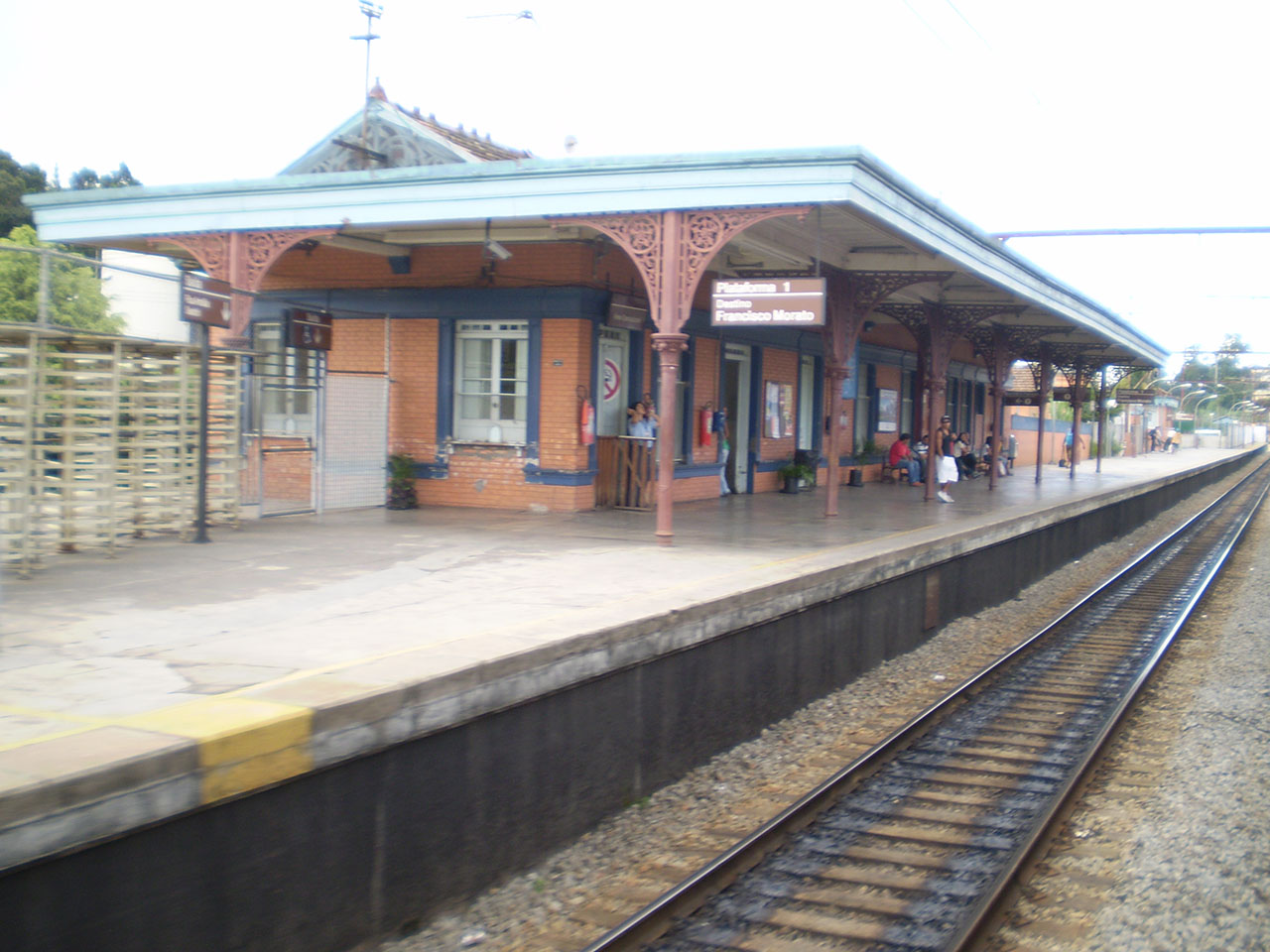
Antiga Estação Franco da Rocha

A linha foi construída pela extinta São Paulo Railway (SPR), posteriormente Estrada de Ferro Santos-Jundiaí (EFSJ), tendo sido inaugurada em 16 de fevereiro de 1867. A linha é considerada "um dos marcos iniciais do desenvolvimento da cidade de São Paulo". No início do século 20, graças à construção de várias estações intermediárias entre as originais da SPR, iniciou-se a circulação de trens de subúrbio, inicialmente entre Pirituba e Mauá. Na década de 1940, a linha seria eletrificada, mas continuou a prestar serviços com carros de madeira puxados por locomotivas até 1957, quando a Santos–Jundiaí adquiriu os primeiros TUEs da antiga série 101 (posteriormente Série 1100 da CPTM).
Em 1975, a linha passou a ser administrada diretamente pela Rede Ferroviária Federal (RFFSA), que desde 1957 tinha a Santos–Jundiaí como uma de suas subsidiárias. Em 1984, passou para a Companhia Brasileira de Trens Urbanos (CBTU), que herdou todo o serviço de trens metropolitanos da rede, serviço este que seria estadualizado em 1994, passando para as mãos da recém-fundada Companhia Paulista de Trens Metropolitanos (CPTM), a partir disso, a Linha Noroeste-Sudeste foi dividida em duas partes, Linha 7 Rubi (Antiga Linha A Marrom) entre Luz/Brás e Jundiaí, e Linha 10 Turquesa (Antiga Linha D Bege) entre Luz/Brás e Rio Grande da Serra, as duas linhas operaram de forma independente até 2021, quando foram reunificadas.
Em abril de 2010, a Prefeitura de São Paulo anunciou uma operação urbana margeando a Linha 7, na tentativa de atrair investimentos para as regiões da Lapa e do Brás, então ocupadas por diversos galpões e terrenos abandonados, as últimas grandes áreas ociosas da cidade. As regiões somam 135 mil moradores, mas a expectativa era de atrair quatrocentos mil novos ao longo dos vinte anos seguintes.

## Percurso

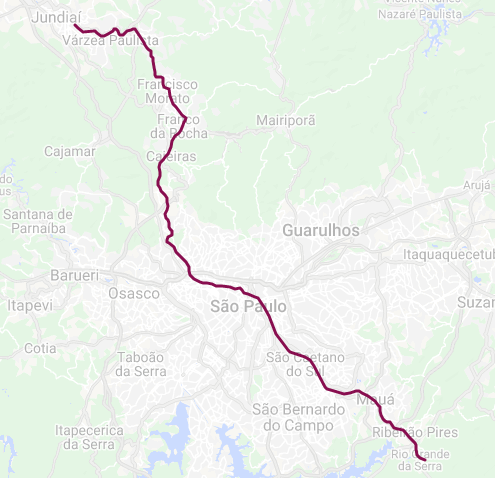
Mapa da Linha 7/10

As Linhas 7 e 10 atendem a circulação entre as estações Rio Grande da Serra e Jundiaí, passando pelos municípios de Ribeirão Pires, Mauá, Santo André, São Caetano do Sul, São Paulo (Zonas Sudeste, Central, Oeste, Norte), Caieiras, Franco da Rocha, Francisco Morato, Campo Limpo Paulista e Várzea Paulista — estas duas últimas já fora da Região Metropolitana de São Paulo. Esta sub-região metropolitana apresenta topografia muito acidentada (Serra dos Cristais), sendo que os núcleos urbanizados foram se localizando ao longo da ferrovia, como bairros dormitórios, devido a dificuldades locacionais para instalações industriais ou geradoras de emprego.  
Quando era uma linha independente, atendia o trecho entre Luz e Jundiaí, e a partir de outubro de 2019 passou a atender a Estação Brás, usando ali a plataforma 2, que fora usada pela Linha 10–Turquesa. Essa mudança era feita apenas em dias úteis, sendo que, nos finais de semana e feriados, o percurso compreendia o trecho entre Jundiaí e Luz. Anteriormente, o percurso até a Estação Brás ocorria apenas em necessidades operacionais, embora a CPTM tenha utilizado o trajeto entre Brás e Francisco Morato durante um certo período. Em 2001, transformou temporariamente a Estação Barra Funda em terminal da linha.
Em parte do trecho inicial da linha, entre Bom Retiro e Lapa, ela corre ao lado da Linha 8–Diamante, com um desvio de integração ainda ativo, nos fundos do Pátio da Lapa.
A linha até hoje possui estações originais da SPR, algumas com prédios construídos ainda no século XIX, como Jundiaí, Caieiras, Perus e Jaraguá (que tem as duas plataformas existentes, uma para cada sentido e em pontos diferentes da linha, e não uma em frente à outra, sendo separadas por uma passagem de nível, hoje desativada). Além de outras estações, como Ribeirão Pires e Rio Grande da Serra, ambas da linha 10. O trajeto também passa por um túnel (de duas galerias), entre as estações Francisco Morato e Botujuru, e ainda possui duas vias auxiliares com trilhos originais da Santos–Jundiaí, pouco antes da Estação Perus, e logo após a Estação Água Branca.
Em setembro de 2018, foi anunciada a possibilidade da extensão do percurso até o município de Campinas, através do Trem Intermetropolitano, com previsão de início para 2019, porém o projeto foi adiado para 2021.
Em setembro de 2020, a CPTM eliminou a baldeação em Francisco Morato para passageiros viajando de Jundiaí ao Brás, ainda sendo necessária na maioria das viagens opostas. Segundo a companhia, essa medida beneficiaria 22 mil passageiros por dia de operação. Essa medida, porém, será revertida com a concessão da linha, uma vez que, segundo informações oficiais, ela será encurtada para o trecho entre Francisco Morato e Palmeiras–Barra Funda, sendo criado um serviço denominado "Trem Intermetropolitano" para percorrer sua extensão projetada até Campinas, passando por Jundiaí.

### Reunificação (Serviço 710)
A partir de fevereiro de 2020 a CPTM elaborou um projeto para que esta linha fosse reunificada com a 10–Turquesa, projeto que se concretizou em maio de 2021, com os trens voltando a fazer viagens diretas entre Jundiaí e Rio Grande da Serra, eliminando a necessidade de fazer transferência na Estação Brás, além de alternar as viagens completas com o loop entre Francisco Morato e Mauá, criando assim o Serviço 710. Em janeiro de 2025, foi confirmado o fim desse serviço a partir de setembro do mesmo ano, em virtude do processo de privatização da linha, iniciado em 2024. Para garantir a continuidade das viagens sentido região do Grande ABC, tal interrupção depende da extensão da Linha 11 – Coral até o Terminal Palmeiras-Barra Funda, que passaria a ser a estação final da linha 7.

## Características
|                                        | Brás–Francisco Morato | Francisco Morato–Jundiaí |
| -------------------------------------- | --------------------- | ------------------------ |
| Extensão                               | 41,2 km               | 21,5 km                  |
| Média de passageiros transportados/dia | 435.000               | 35.000                   |
| Intervalo entre trens (pico)           | 6 min                 | 11 min                   |
| Quantidade de estações                 | 15                    | 5                        |
| Trens (hora pico)                      | 22                    | 5                        |
| Tempo de percurso                      | 56 min                | 25 min                   |
| Distância média entre estações         | 3.247m                | 5.381m                   |
| Oferta de lugares no pico              | 14.220                | 2.438                    |
| Velocidade máxima                      | 90 Km/h               | 70 Km/h                  |
| Passagens em nível                     | 2                     | Nenhuma                  |

## Estações
| Sigla | Estação               | Município            | Observações | MDU (10/2018) |
| ----- | --------------------- | -------------------- | --- | ------------- |
| BAS   | Brás                  | São Paulo            | Integração gratuita com as linhas 3-Vermelha, 10-Turquesa,11-Coral, 12-Safira e 13-Jade (Expresso Aeroporto) - somente no sentido Palmeiras–Barra Funda | 165 611       |
| LUZ   | Luz                   | São Paulo            | Integração gratuita com as linhas 1-Azul, 4-Amarela, 10-Turquesa,11-Coral e 13-Jade (Expresso Aeroporto)                                                | 146 071       |
| BFU   | Palmeiras–Barra Funda | São Paulo            | Integração gratuita com as Linhas 3-Vermelha, 8-Diamante e 13-Jade (Expresso Aeroporto). Acesso ao Terminal Rodoviário Barra Funda                      | 166 878       |
| ABR   | Água Branca           | São Paulo            | Futura integração com as Linhas 6-Laranja e 8-Diamante                                                                                                  | 8 213         |
| LPA   | Lapa                  | São Paulo            | Futuramente esta estação será reconstruída de forma que faça integração com a Linha 8-Diamante                                                          | 32 306        |
| PQR   | Piqueri               | São Paulo            | | 6 695         |
| PRT   | Pirituba              | São Paulo            | | 16 743        |
| VCL   | Vila Clarice          | São Paulo            | | 4 172         |
| JRG   | Jaraguá               | São Paulo            | | 17 681        |
| VAU   | Vila Aurora           | São Paulo            | | 9 087         |
| PRU   | Perus                 | São Paulo            | | 22 887        |
| CAI   | Caieiras              | Caieiras             | | 13 693        |
| FDR   | Franco da Rocha       | Franco da Rocha      | | 22 914        |
| BFI   | Baltazar Fidélis      | Franco da Rocha      | | 8 874         |
| FMO   | Francisco Morato      | Francisco Morato     | Alguns trens têm como ponto final esta estação | 34 284        |
| BTJ   | Botujuru              | Campo Limpo Paulista | | 1 697         |
| CLP   | Campo Limpo Paulista  | Campo Limpo Paulista | | 3 954         |
| VPL   | Várzea Paulista       | Várzea Paulista      | | 1 855         |
| JUN   | Jundiaí               | Jundiaí              | | 8 323         |

MDU = média de passageiros embarcados por dia útil em cada estação, desde o início do ano. Nas estações com duas ou mais linhas o MDU representa a totalidade de passageiros embarcados na estação, sem levar em conta qual linha será utilizada pelo usuário.

### Extensão operacional
Os trens oriundos do Brás paravam em Francisco Morato e voltavam para o Brás até setembro de 2020. Para prosseguir até Jundiaí, era necessária uma baldeação. O trecho entre Francisco Morato e Jundiaí era feito por menos trens e com maiores intervalos. A partir do dia 9 de novembro de 2009, alguns trens (fora dos horários de pico e em caráter experimental) passaram a fazer o percurso completo Luz–Jundiaí e Jundiaí–Luz. No dia 17 de setembro de 2020, a CPTM encerrou a baldeação na estação Francisco Morato, fazendo com que os trens seguissem direto para seus destinos, trocando o modelo "extensão operacional" por loops operacionais.

## Concessão à iniciativa privada
No dia 29 de fevereiro de 2024, o governador do estado, Tarcísio de Freitas, realizou o leilão da concessão da Linha 7 Rubi integrada ao projeto do novo Trem Intercidades - Eixo Norte, que ligará São Paulo à Campinas passando por diversas cidades do interior do estado. O vencedor do certame foi o consórcio C2 Mobilidade Sobre Trilhos, formado pelo Grupo Comporte e a chinesa CRRC. A previsão do novo operador assumir a operação da linha é de 18 meses após a assinatura do contrato.

## Galeria

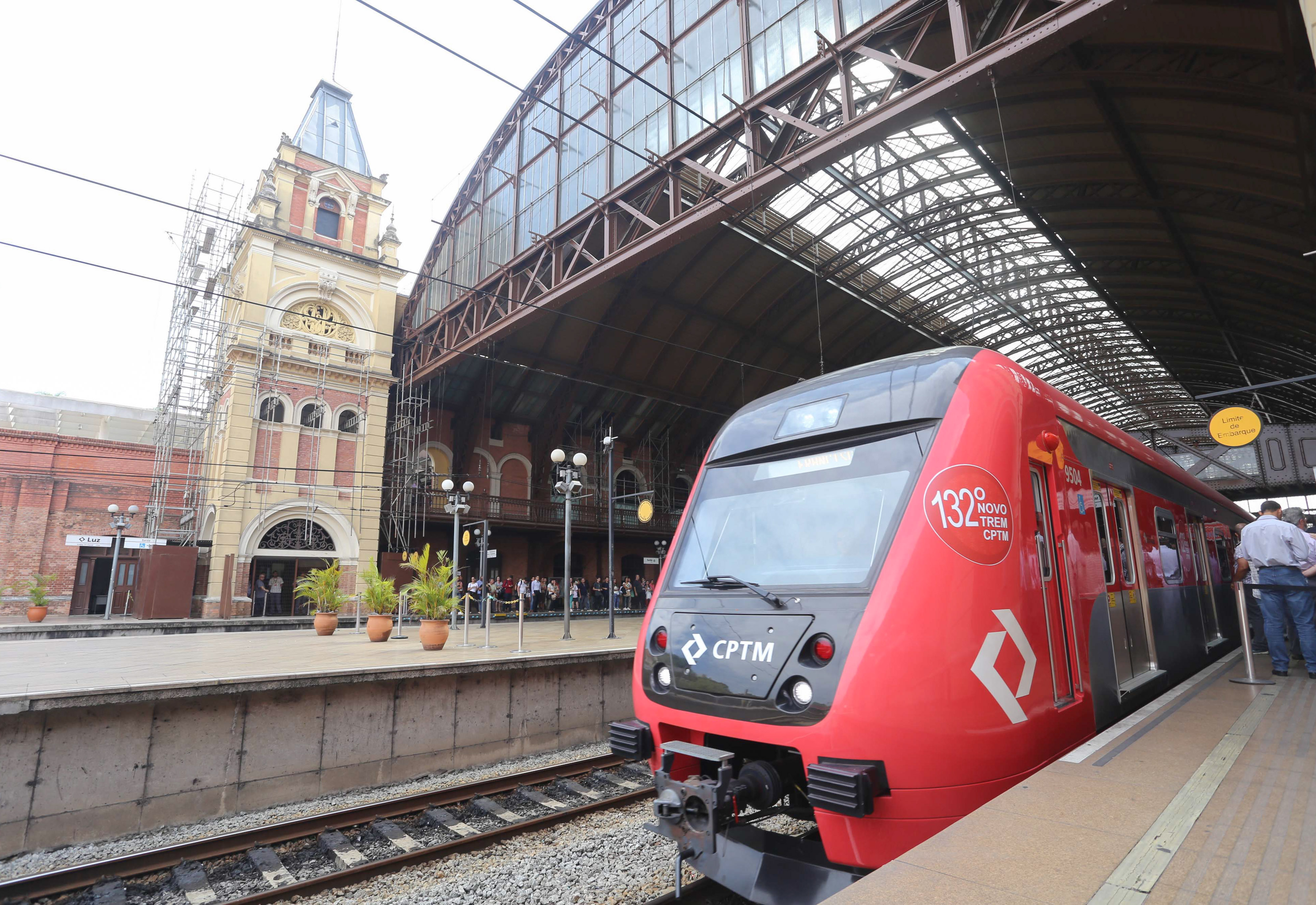
TUE Série 9500
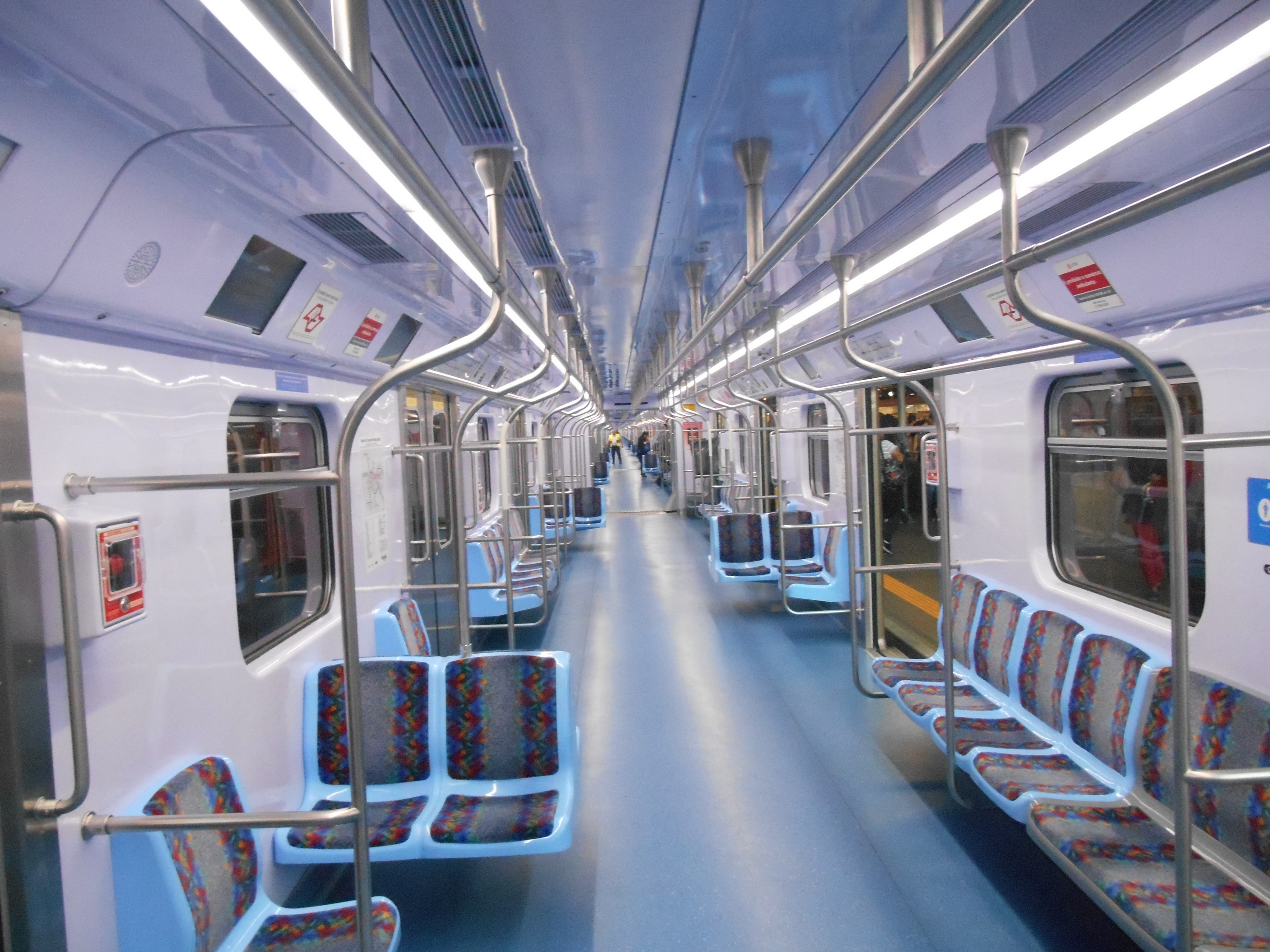
Interior de trem da série 9500
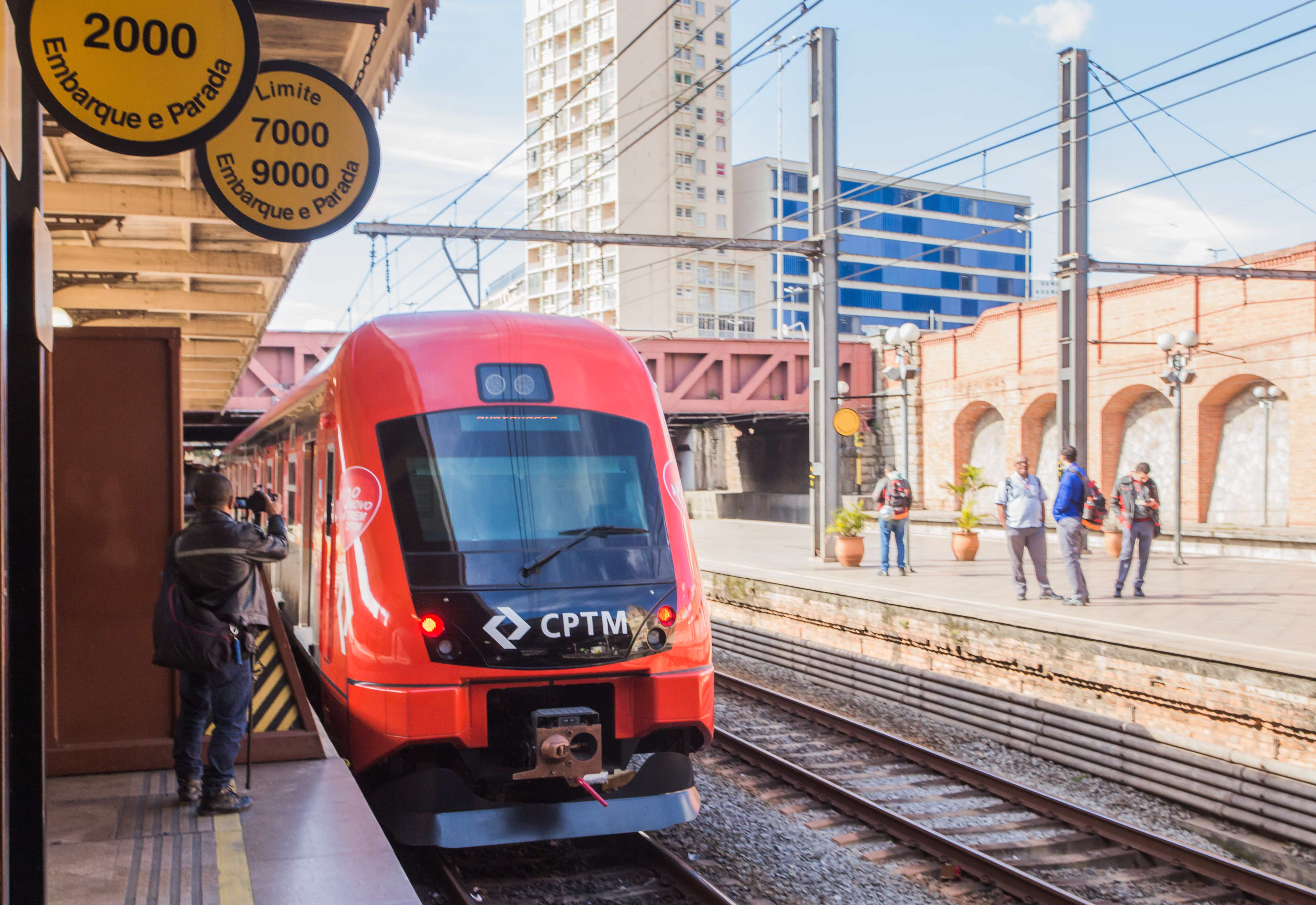
Trem - 8500
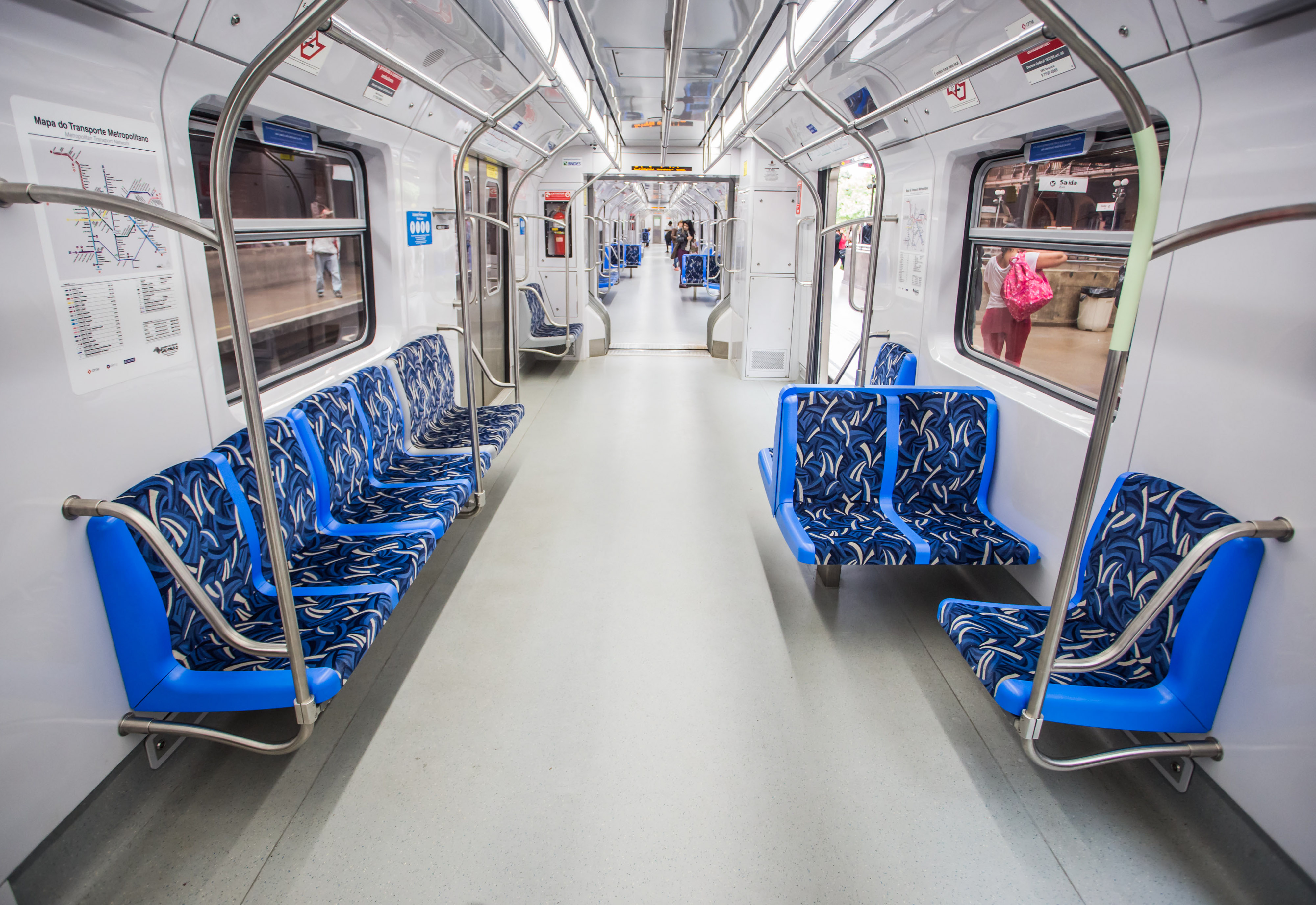
Interior - Série 8500
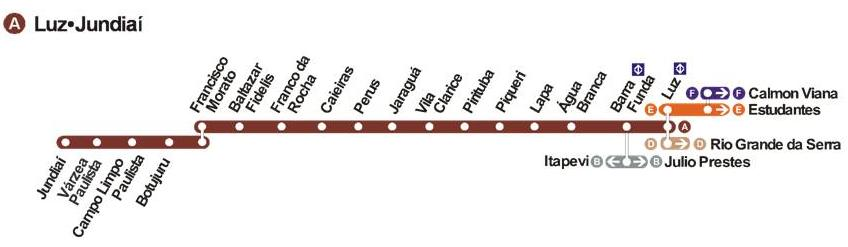
Identificação visual anterior da linha no trecho entre Luz-Jundiaí, usada até 2008